# Peña Deportiva Ibérica
Peña Deportiva Ibérica fou creada per carlins dissidents i espanyolistes l'abril de 1925, com a penya del RCD Espanyol de Barcelona. El 1928 passa a anomenar-se Peña Ibérica a seques. Estava integrada per joves de classe mitja, sobretot dependents i oficinistes, d'idees espanyolistes, molts amb orígenes carlins, i estava dirigida per José María Poblador Álvarez, Francisco Palau Rabassó i Domingo Batet Martínez. Va promoure la publicació dels sorollosos setmanaris Lucha Deportiva (1926) i La Verdad Deportiva (1928-1929).
Durant aquells anys es va distingir per promoure enfrontaments amb aficionats del Futbol Club Barcelona i altres clubs. Va mantenir estretes relacions amb el Sindicat Lliure i el 1930 van ser els encarregats d'organitzar el Partido Nacionalista Español a Barcelona, una aliança amb el partit de José María Albiñana Sanz que va durar poc. Durant la Segona República va continuar de forma clandestina, conspirant amb els alfonsins, encara que trobarem antic membres a tots els grupuscles de l'extrema dreta barcelonina, com la Unión Social Hispánica o les JONS.